# 金包里三界壇聖德宮
三界壇聖德宮，是一座位於臺灣新北市金山區三界里的廟宇，完整名稱為「金山三界壇聖德宮」，主神為三官大帝。三界壇聖德宮並為半嶺古道之起點，古道終點則位於石門妙濟寺。

## 廟史
聖德宮係以供奉三官大帝為主神之廟宇，歷史悠久，香火鼎盛，為金山、萬里、石門一帶民眾之信仰中心，建廟迄今逾250年，原稱「三界公廟」，因此當地亦以「三界村」為村名，而廟宇所在地則稱為「三界壇」。
聖德宮為北部地區著名三官大帝廟之一。該廟之沿革與歷史並無詳細文字記載，僅靠耆老斷續記憶口述。據傳於清乾隆32年（西元1767年），由福建漳州府漳浦縣嚴姓祖先，於故鄉漳浦雨霽頂祖廟恭請天官大帝，橫渡黑水溝，於金山地區登陸，在金包里堡下角西勢莊居住，並於半嶺搭一紅壇供奉天官大帝及神農大帝。時神農大帝有乩身，為民眾消災解厄、開處方及藥草，救人治病，因神威顯赫，故當時稱為「王爺公廟」。

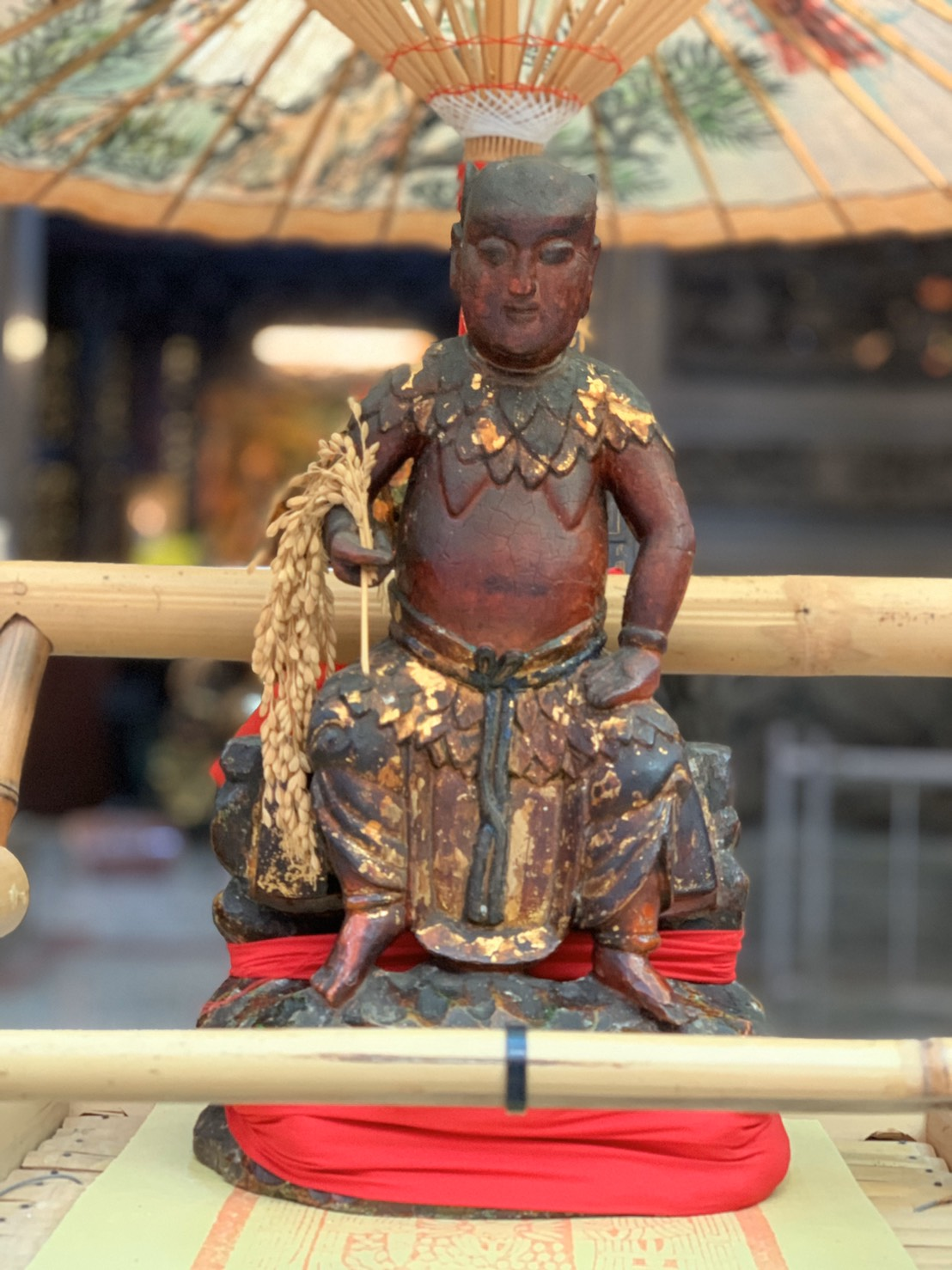
金包里聖德宮所供奉之神農大帝

由於先民來台當時，只帶來天官大帝神像，供奉於半嶺草棚。後遷移至山下現址，始取樟木雕刻地官及水官大帝二尊，合祀三官大帝，並稱為『三界公廟』。因三官大帝於民間通稱『三界公』，附近地名則被稱為『三界壇』。清道光11年（西元1831年），改建土樓廟宇，信徒偏及三界、六股、清泉、兩湖、西湖、萬夀、永興、重和、阿里磅、阿里荖、尖阿鹿等11村之居民，並由該11村村民擲爻選出爐主及頭家。

金山三界壇聖德宮道光辛卯年建廟碑

## 金包里公學校三界壇分校
金包里三界壇聖德宮於日治時期之1906年（明治39年）4月14日，設立金包里公學校之「三界壇分校學堂」，供附近一至四年級的學童就讀。三界壇分校招收三界、草里、乾華、萬壽、永興、六股、清泉、西湖、兩湖、重和等地區學童，至五年級後再回金包里公學校就讀，直到畢業。1915年（大正4年）11月10日，金包里公學校第六任校長藤澤新平，曾在廟前手植橄欖樹，並於樹旁立「御大禮紀念樹」碑，成為當時該地區之宗教文化與教育中心。。

## 分祀
位於萬里區之大鵬天護宮，係由聖德宮分家。據廟方耆老稱，來台不久後，因嚴姓、賴姓家族要分祀，於是擲爻決定，將天官大帝金身留在原廟；另一族支則分到香爐，前往萬里加投地區建廟，並重雕天官大帝金身奉祀，不過確切日期不詳。

## 半嶺訪源
因聖德宮主神天官大帝初至金山時，落座於金包里堡半嶺地區，後遷移至山下三界壇立廟，期間又歷經分靈至萬里加投的大鵬天護宮。故自2018年起，信眾舉辦三官大帝探訪溯源活動，稱為「半嶺訪源」。由信眾徒步自萬里大鵬天護宮迎回金爐，並迎請三官大帝神駕溯「半嶺古道」至半嶺草棚原址。

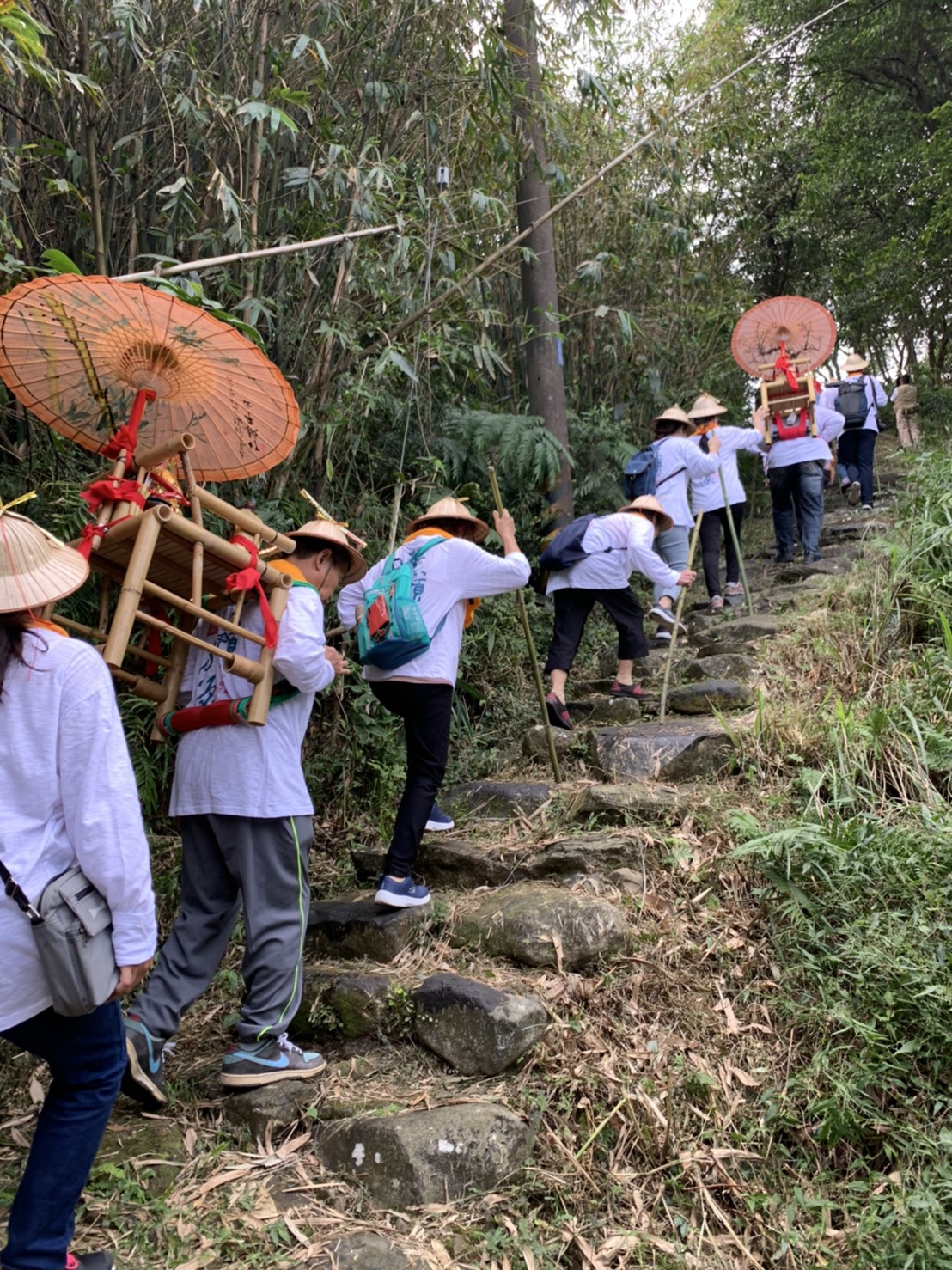
金包里聖德宮「半嶺訪源」活動

## 外部連結
- 聖德宮 金山區公所 （页面存档备份，存于）
- 金包里三界壇聖德宮的Facebook專頁